# 西新福里斯特 (英國國會選區)
西新福里斯特（英語：New Forest West），英國國會一郡選區，包括英格蘭東南部漢普郡新福里斯特西部。
1997年設立至今的當區議員為保守黨的德斯蒙德·斯韋恩。他在2010年大選中以58.8%選票連任成功。